# Спасск (Кемеровская область)
Спасск — посёлок городского типа в Таштагольском районе Кемеровской области России. Административный центр Спасского городского поселения.

## География
Расположен на реке Кондоме, в 9 км вниз по течению от Таштагола.

## История
Спасск был основан в середине XIX века как посёлок золотоискателей. До возникновения Таштагола он был центром Горной Шории. Во второй половине века в связи с истощением запасов золота в окрестностях посёлка Спасск потерял былое значение, значительно снизилась и численность его населения.
Статус посёлка городского типа — с 1949 года.
До своего упразднения в 1979 году в состав спасского поссовета также входил посёлок Ежегол.

## Население
| 1959  | 1970  | 1979  | 1989  | 2002  | 2009  | 2010  |
| ----- | ----- | ----- | ----- | ----- | ----- | ----- |
| 2245  | ↘1885 | ↘1713 | ↘1661 | ↘1596 | ↗1613 | ↗1703 |
| 2011  | 2012  | 2013  | 2014  | 2015  | 2016  | 2017  |
| ↘1701 | ↗1742 | ↘1733 | ↘1732 | ↘1710 | →1710 | ↘1706 |
| 2018  | 2019  | 2020  | 2021  |       |       |       |
| ↘1695 | ↘1660 | ↗1664 | ↘1569 |       |       |       |

## Организации
- Филиал библиотеки
- Храм Александра Невского [19]

## Транспорт
Спасск связан автомобильной дорогой с Таштаголом. Железнодорожное сообщение отсутствует. Недалеко аэропорт Таштагол.